# Siméon de Beth Arsham
Siméon de Beth Arsham est un ecclésiastique chrétien ayant vécu à la fin du Ve siècle et au début du VIe siècle, mort âgé à Constantinople vers 540. Natif du territoire perse, évêque de Beth Arsham près de Ctésiphon, il appartenait à la minorité de l'Église de Perse hostile au nestorianisme.

## LaViede Jean d'Éphèse
Sa carrière est relatée par le monophysite Jean d'Éphèse dans ses Vies des saints orientaux (§ 10). Selon lui, Siméon fut surnommé le « débatteur persan » (dâroshâ fârsâyâ) en raison de son inlassable activité, dès sa jeunesse, de controversiste défenseur de l'« orthodoxie » contre toutes les « hérésies » qui prospéraient alors sur le territoire des Perses : non seulement le nestorianisme (adopté officiellement par l'Église de Perse en 486), mais aussi le manichéisme et les doctrines de Marcion de Sinope et de Bardesane. Il prêcha souvent dans « le camp des Arabes de la tribu de Nu'man », c'est-à-dire à al-Hira, capitale de la dynastie arabe des Lakhmides, et y convertit des personnalités importantes au christianisme « orthodoxe », obtenant l'édification en ce lieu d'une église pour sa tendance. Il prêcha aussi à Ctésiphon, où il gagna non seulement des « hérétiques », mais aussi des dignitaires du zoroastrisme, convertissant notamment et baptisant trois Mages parmi les plus distingués de la capitale, qui furent dénoncés auprès du roi par leurs anciens collègues et mis à mort dix jours après leur baptême.
Une alliance s'ébaucha entre l'Église de Perse, gagnée au nestorianisme, et la royauté perse : les nestoriens se présentèrent comme l'Église chrétienne nationale et dénoncèrent leurs opposants comme une « cinquième colonne » de l'Empire byzantin. Siméon fit alors son premier voyage à Constantinople et obtint de l'empereur Anastase qu'il adresse une lettre au roi des Perses où il le priait de ne pas prendre parti dans les querelles entre les chrétiens de son État.
Selon Jean d'Éphèse, il fut bientôt menacé de mort et dut laisser pousser ses cheveux et sa barbe pour passer inaperçu. À une époque où Siméon séjournait à al-Hira, le catholicos nestorien Babowaï II (regn. 498-503) écrivit à cinq évêques monophysites pour les inviter à un colloque. Ces derniers envoyèrent chercher Siméon, le célèbre débatteur hors pair, et les nestoriens furent en grande détresse quand ils le virent arriver avec les évêques. Ce colloque, qui occupe une grande place dans le texte de Jean d'Éphèse, se tint apparemment à Arzoun, dans la province de Nisibe, en tout cas en présence du marzban, gouverneur de province frontalière chez les Perses, qui devait servir d'arbitre. Selon l'écrivain monophysite, le débat se conclut bien sûr par le triomphe incontesté de Siméon, qui fut « à cette occasion » (donc sous le pontificat de Babowaï II) promu évêque de Beth Arsham pour l'Église dissidente (Beth Arsham étant une ville située sur le Tigre non loin de Ctésiphon).
Siméon n'en poursuivit pas moins sa prédication itinérante dans le royaume perse. Mais quelque temps après, sur les instances de la hiérarchie nestorienne selon Jean d'Éphèse, le roi Kavadh Ier fit arrêter tous les évêques et archimandrites monophysites et les fit incarcérer à Nisibe pendant sept ans. Ils auraient été finalement libérés grâce à une démarche du roi d'Axoum. Quelque temps après cette libération, une controverse eut lieu entre nestoriens et monophysites à la cour même du roi, arbitrée par des « Mages », Siméon représentant le second camp. La conclusion de ce débat selon Jean d'Éphèse laisse perplexe : les Mages auraient donné permission aux tenants des deux partis d'aller recueillir le témoignage des rois et des évêques des pays étrangers chrétiens et de revenir avec leurs confessions de foi et leurs sceaux. Quoi qu'il en soit de cette invraisemblance, ce fut selon l'auteur l'occasion pour Siméon d'un long voyage de sept ans dans tous les pays chrétiens, au cours duquel il recueillit les preuves écrites que le nestorianisme était une hérésie particulière à la Perse.
À son retour, il trouva que le roi Kavadh Ier venait de mourir et que son fils Khosrô lui avait succédé (donc en 531). Par la suite, étant déjà très âgé, il se rendit à Constantinople (pour la troisième fois, précise Jean d'Éphèse) afin de solliciter une intervention de l'impératrice Théodora auprès de la « reine de premier rang » (reshâ d-malkâthâ) des Perses en faveur des monophysites. L'impératrice garda Siméon auprès d'elle pendant un an, jusqu'à sa mort qui eut lieu en présence de Jean d'Éphèse lui-même, approximativement en 540. Il était accompagné pendant son séjour par un prêtre nommé Paul, avec qui Jean d'Éphèse cohabita ensuite pendant deux ans dans la maison du patrice Probus, et ils méditèrent tous deux longuement sur l'œuvre du glorieux défunt avant que le prêtre ne meure à son tour.

## Textes conservés
On conserve de Siméon une lettre écrite en 511 et consacrée à Barsauma de Nisibe, à l'imposition du nestorianisme comme doctrine officielle de l'Église de Perse dans les années 480, et à la fermeture de l'école des Perses à Édesse en 489. C'est le plus ancien compte-rendu conservé de ces événements. C'est aussi un pamphlet très violent contre les nestoriens. Contenue dans le manuscrit Vaticanus syriacus 135, cette lettre fut publiée par Joseph-Simonius Assemani (Bibliotheca Orientalis, t. I, Rome, 1719, p. 346-358).
Il est d'autre part l'auteur de deux autres lettres conservées consacrées à l'épisode des martyrs de Najran. La première de ces lettres est adressée à l'abbé Siméon du monastère de Gabbula (non loin d'Hama en Syrie) ; la seconde ne porte pas de nom de destinataire, mais ce doit être le même. Il relate dans la première lettre qu'il se trouvait avec d'autres évêques envoyés par l'empereur Justin Ier auprès du roi lakhmide al-Mundhir ibn al-Nu'man, à Ramla, à dix jours de voyage au sud-est d'al-Hira, quand un envoyé du roi des Himyarites (Yémen) vint apporter une lettre dans laquelle il se glorifiait longuement d'avoir déclenché une violente persécution contre les chrétiens de son royaume. On était alors fin janvier et les événements dataient du mois de novembre précédent. Siméon avait écrit tout de suite une première lettre, non conservée, mais à laquelle il fait allusion dans la première que nous possédons. Celle-ci a été rédigée quelques semaines plus tard alors que Siméon, revenu à al-Hira, y avait rassemblé des informations supplémentaires sur la persécution. L'autre lettre a été écrite au mois de juillet suivant depuis le camp de Gbîtâ, siège des Ghassanides, et contient des informations supplémentaires que Siméon avait collectées entre-temps. Cette dernière lettre est datée dans le manuscrit de l'an 830 de l'ère des Séleucides, soit octobre 518-septembre 519 pour nous, ce qui place les événements relatés à la fin de l'année 518 (alors que l'autre lettre est datée de 835, c'est-à-dire octobre 523-septembre 524 pour nous).
La première de ces deux lettres existe dans une « version courte », reproduite dans les chroniques syriaques (notamment La chronique du Pseudo-Zacharie le Rhéteur, la troisième partie de la Chronique du Pseudo-Denys de Tell-Mahré, qui vient en fait de Jean d'Éphèse, et la chronique de Michel le Syrien), et est transmise séparément dans une version longue (éditée notamment par Ignazio Guidi, « La lettera di Simeone, vescovo di Bêth Aršâm, sopra i martiri omeriti », Memorie della Reale Accademia dei Lincei, classe di scienze morali, storiche e filologiche, 3e série, vol. VII, 1881, p. 471-515). La seconde, signalée en 1913 par Georg Graf dans la revue Oriens Christianus, a d'abord été connue dans la version arabe en alphabet garshouni d'un manuscrit de Jérusalem, puis la version originale syriaque a été trouvée plus récemment à Damas par Irfan Shahîd (éditée par lui dans The Martyrs of Najran. New Documents, Subsidia Hagiographica 49, Société des Bollandistes, Bruxelles, 1971, p. 3-32).
Irfan Shahîd est parvenu d'autre part à la conclusion que le Livre des Himyarites, texte consacré à la même affaire, dont des fragments importants ont été découverts en 1920 par le Suédois Axel Moberg (et édités en 1924), était également l'œuvre de Siméon de Beth Arsham, qui l'aurait rédigé quelques années après les événements.
On attribue également à l'évêque Siméon une anaphore de l'Église jacobite, et Jean d'Éphèse parle de plusieurs traités théologiques et de nombreuses lettres.